# Ndyakira Amooti
Ndyakira Amooti (1955-1999) est un journaliste et environnementaliste ougandais. 

## Biographie
Ndyakira Amooti vivait dans le district d'Ibanda. Il travaillait depuis 1986 pour le journal New Vision, réalisant des reportages sur la conservation des gorilles, le braconnage, la forêt impénétrable de Bwindi et la protection de l'environnement contre les projets miniers. dans l'aide au développement des communautés du nord de la Thaïlande pour la promotion d'une agriculture durable et la protection des forêts.  
Ndyakira Amooti a écrit aussi des livres pour enfantː What a Country Without Animals!, 
Ndyakira Amooti est décédé d'un cancer en 1999.

## Distinction
Ndyakira Amooti a été nommée au Palmarès mondial des 500 en 1993 et est l'un des six lauréats 1996 du Prix Goldman de l'Environnement. 